# Peter Graves
Peter Graves, pseudonimo di Peter Aurness (Minneapolis, 18 marzo 1926 – Los Angeles, 14 marzo 2010), è stato un attore e regista statunitense.

## Carriera
Fratello dell'attore James Arness, è principalmente conosciuto per la sua interpretazione di Jim Newton, il padre adottivo di Joey, nella serie televisiva di successo Furia (1955-1960), trasmessa sul canale nazionale R.A.I., doppiato inizialmente da Gigi Proietti, nonché nel ruolo di James Phelps nelle serie televisive Missione Impossibile (1967-1973) e Il ritorno di Missione Impossibile (1988-1990), per la quale nel 1971 vinse un Golden Globe per il miglior attore in una serie drammatica e ottenne una candidatura agli Emmy Award. Nel 1968 affiancò Doris Day in La donna del West.

## Filmografia parziale

### Cinema
- Winning Your Wings (1942) (non accreditato)
- Rogue River, regia di John Rawlins (1951)
- Marmittoni al fronte (Up Front), regia di Alexander Hall (1951) (non accreditato)
- Il terrore dei Navajos (Fort Defiance), regia di John Rawlins (1951)
- Angels in the Outfield, regia di Clarence Brown (1951) (non accreditato)
- The Congregation, regia di William Beaudine (1952)
- Red Planet Mars, regia di Jerry Horner (1952)
- Stalag 17, regia di Billy Wilder (1953)
- Pantera rossa (War Paint), regia di Lesley Selander (1953)
- Ad est di Sumatra (East of Sumatra), regia di Budd Boetticher (1953)
- Tempeste sotto i mari (Beneath the 12-Mile Reef), regia di Robert D. Webb (1953)
- Guerra tra i pianeti (Killers from Space), regia di W. Lee Wilder (1954)
- L'ascia di guerra (The Yellow Tomahawk), regia di Lesley Selander (1954)
- La spia dei ribelli (The Raid), regia di Hugo Fregonese (1954)
- Pioggia di piombo (Black Tuesday), regia di Hugo Fregonese (1954)
- La lunga linea grigia (The Long Gray Line), regia di John Ford (1955)
- La prateria senza legge (Robber's Roost), regia di Sidney Salkow (1955)
- Wichita, regia di Jacques Tourneur (1955)
- La morte corre sul fiume (The Night of the Hunter), regia di Charles Laughton (1955)
- Brooklyn chiama polizia (The Naked Street), regia di Maxwell Shane (1955)
- Orizzonte di fuoco (Fort Yuma), regia di Lesley Selander (1955)
- Corte marziale (The Court-Martial of Billy Mitchell), regia di Otto Preminger (1955)
- Il conquistatore del mondo (It Conquered the World), regia di Roger Corman (1956)
- L'ultimo bazooka tuona (Hold Back the Night), regia di Allan Dwan (1956)
- Canyon River, regia di Harmon Jones (1956)
- Beginning of the End, regia di Bert I. Gordon (1957)
- Bayou, regia di Harold Daniels (1957)
- Death in Small Doses, regia di Joseph M. Newman (1957)
- Larsen il lupo (Wolf Larsen), regia di Harmon Jones (1958)
- Uno sconosciuto nella mia vita (A Stranger in My Arms), regia di Helmut Käutner (1959)
- Smania di vita (A Rage to Live), regia di Walter Grauman (1965)
- Texas oltre il fiume (Texas Across the River), regia di Michael Gordon (1966)
- La donna del West (The Ballad of Josie), regia di Andrew V. McLaglen (1967)
- Il sergente Ryker (Sergeant Ryker), regia di Buzz Kulik (1968)
- Un esercito di 5 uomini, regia di Don Taylor e Italo Zingarelli (1969)
- Sidecar Racers, regia di Earl Bellamy (1975)
- Allarme nucleare (Missile X - Geheimauftrag Neutronenbombe), regia di Leslie H. Martinson (1978)
- High Seas Hijack, regia di Katsumune Ishida e John A. Bushelman (1978) (solo versione inglese)
- Survival Run, regia di Larry Spiegel (1979)
- The Clonus Horror, regia di Robert S. Fiveson (1979)
- L'aereo più pazzo del mondo (Airplane!), regia di David Zucker e Jim Abrahams (1980)
- The Guns and the Fury, regia di Tony Zarindast (1981)
- Savannah Smiles, regia di Pierre De Moro (1982)
- L'aereo più pazzo del mondo... sempre più pazzo (Airplane II: The Sequel), regia di Ken Finkleman (1982)
- Zuijia paidang zhi nuhuang miling, regia di Hark Tsui (1984)
- Bersaglio numero uno (Number One with a Bullet), regia di Jack Smight (1987)
- La famiglia Addams 2 (Addams Family Values), regia di Barry Sonnenfeld (1993)
- Il mistero della casa sulla collina (House on Haunted Hill), regia di William Malone (1999)
- Men in Black II, regia di Barry Sonnenfeld (2002)
- Looney Tunes: Back in Action, regia di Joe Dante (2003) (non accreditato)

### Film d'animazione
- Timon: dietro la leggenda (cortometraggio allegato al film d'animazione Il re leone 3 - Hakuna Matata, regia di Bradley Raymond)

### Televisione
- TV Reader's Digest – serie TV, episodio 1x02 (1955)
- Furia (Fury) – serie TV, 116 episodi (1955-1960)
- Celebrity Playhouse – serie TV, episodio 1x24 (1956)
- Climax! – serie TV, episodi 3x12-4x26 (1957-1958)
- Cimarron City – serie TV, episodio 1x21 (1959)
- L'ora di Hitchcock (The Alfred Hitchcock Hour) – serie TV, episodio 1x21 (1963)
- La grande avventura (The Great Adventure) – serie TV, episodi 1x23-1x24 (1964)
- Il virginiano (The Virginian) – serie TV, episodio 2x21 (1964)
- I giorni di Bryan (Run for Your Life) – serie TV, episodio 2x05 (1966)
- Missione impossibile (Mission Impossible) – serie TV, 143 episodi (1967-1973)
- Love Boat (The Love Boat) – serie TV, 6 episodi (1978-1987)
- La signora in giallo (Murder, She Wrote) – serie TV, episodio 1x05 (1984)
- Il ritorno di Missione impossibile (Mission: Impossible) – serie TV, 35 episodi (1988-1990)
- Settimo cielo (7th Heaven) – serie TV, 11 episodi (1997-2007)
- Dr. House - Medical Division (House, M.D.) – serie TV, episodio 1x20 (2005)
- Cold Case - Delitti irrisolti (Cold Case) – serie TV, episodio 3x21 (2006)

## Doppiatori italiani
Nelle versioni in italiano delle opere in cui ha recitato, Peter Graves è stato doppiato da:
- Renato Turi in Stalag 17, Ad est di Sumatra
- Nando Gazzolo in Guerra tra i pianeti, Uno sconosciuto alla porta
- Emilio Cigoli in La morte corre sul fiume, Canyon River
- Pino Locchi in Wichita, Un esercito di 5 uomini
- Paolo Poiret in Furia (2ª parte degli episodi), L'ora del mistero
- Dario De Grassi in Missione Impossibile (1ª voce), Il ritorno di Missione Impossibile
- Michele Kalamera in La famiglia Addams 2, Il mistero della casa sulla collina
- Gianfranco Bellini ne Il terrore dei Navajos
- Stefano Sibaldi in La spia dei ribelli
- Giulio Panicali in Orizzonte di fuoco
- Gigi Proietti in Furia (1ª parte degli episodi)
- Sergio Graziani in Texas oltre il fiume
- Luigi Vannucchi in La donna del West
- Cesare Barbetti ne Il sergente Ryker
- Silvano Tranquilli in Love Boat
- Pino Colizzi in L'aereo più pazzo del mondo
- Mario Bardella in L'aereo più pazzo del mondo... sempre più pazzo
- Renzo Stacchi in Missione Impossibile (2ª voce)
- Sandro Iovino in La signora in giallo
- Romano Malaspina in Looney Tunes: Back in Action
- Luciano De Ambrosis in Dr. House - Medical Division
- Renato Cortesi in Cold Case - Delitti irrisolti
- Luca Ward in Tempeste sotto i mari (ridoppiaggio)